# Shinnōke
Seshū Shinnōke (世襲親王家 Thế tập Thân vương gia) là tên chung cho bốn chi của Hoàng thất Nhật Bản, cho đến năm 1947 có quyền cung cấp người kế vị cho ngai vàng hoa cúc nếu dòng chính không tạo ra được người thừa kế. Người đứng đầu các chi hoàng gia là Thân vương (親王 shinnō), bất kể khoảng cách, địa vị với Thiên hoàng trị vị, còn gọi seshū mang ý nghĩa đủ điều kiện kế vị.

## Lịch sử
Hoàng gia Nhật Bản coi mình là một triều đại duy nhất liên tục; tuy nhiên, sự kế thừa thường không trực tiếp từ cha sang con, mà nằm trong dòng nam trong một dòng họ liên quan chặt chẽ với nhau. Trong thời Muromachi, Thân vương Yoshihito, con của Thiên hoàng Bắc triều Sukō được phép thiết lập một dòng dõi song song với dòng dõi hoàng tộc chính, và lấy tên Fushimi-no-miya từ tên cung phủ của mình. Nếu không có sự cho phép này, dòng đó sẽ được coi là thường dân, và do đó loại trừ khỏi sự kế vị. Điều này phục vụ chính trị để củng cố sự thống nhất của Nam và Bắc triều, nhưng quan trọng là việc cung cấp người kế vị cho dòng chính.
Đây là một quyết định may mắn, vì vào năm 1428, con trai của Thân vương Sadafusa thuộc dòng Fushimi-no-miya đã lên ngôi vị với tư cách là Thiên hoàng Go-Hanazono.
Trong thời Edo, đã tạo thêm ba dòng seshū shinnōke bởi mạc phủ Tokugawa, với mục đích tương tự của Tokugawa Gosanke.
Tuy nhiên, ngoài Thiên hoàng Go-Hanazono, còn một thành viên của seshū shinnōke lên ngôi vào năm 1779, khi con trai của Thân vương Kan'in-no-miya Sukehito trở thành Thiên hoàng Kōkaku.
Trong các dòng seshū shinnōke, người con trai không được kế vị (có danh hiệu thân vương (親王 shinnō)), có hai sự lựa chọn. Họ có thể "hạ mình" thay đổi chủ thể với họ của mình như là Minamoto hoặc Taira, và phục vụ như quan chức triều đình, hoặc trở chủ tế Phật giáo, thường là người đứng đầu các ngôi chùa monzeki xung quanh Kyoto. Trong thời kỳ Edo, việc này đã trở nên gần như phổ biến. Những người con trai không phải là người kế vị được phong pháp thân vương (法親王 hōshinnō), và được tự động loại trừ khỏi sự kế vị, nhưng có thể được gọi thành trạng thái "thế tục" (và được phục hồi lại vai trò kế vị) trong tình trạng cần thiết. Những người con gái chưa chồng, một khi đã qua một độ tuổi nhất định, thường trở thành nữ tu Phật giáo. Tuy nhiên, hôn nhân là tiêu chuẩn đối với họ và họ có thể hy vọng được vào những dòng dõi cao nhất của vùng đất. Những dòng seshū shinnōke vĩ đại thường gả con cho các dòng họ có địa vị cao, chẳng hạn như kuge, daimyō hoặc dòng Tokugawa, nếu không phải gia đình hoàng gia. Trong và sau khi Minh Trị duy tân, thành viên của seshū shinnōke, cho dù họ là con trai trưởng hay con trai thứ, thường phục vụ trong Lục quân Đế quốc Nhật Bản hoặc Hải quân Đế quốc Nhật Bản.

## Bốn dòng dõiseshū shinnōke
Bốn dòng seshū shinnōke theo thứ tự thành lập
1. Fushimi-no-miya Phục Kiến cung
2. Katsura-no-miya Quế cung gia (không còn)
3. Arisugawa-no-miya Hữu Tê Xuyên cung (không còn)
4. Kan'in-no-miya Nhàn Viện cung gia (không còn)

Dòng Katsura-no-miya và Arisugawa-no-miya lần lượt không còn trong năm 1881 và 1913. con thứ mười sáu của Thân vương Kuniie, người đứng đầu thứ hai mươi của dòng Fushimi-no-miya, trở thành người kế thừa dòng Kan'in-no-miya naem 1872, nhưng dòng đã không còn năm 1988 khi con trai ông qua đời.
Dòng Fushimi-no-miya là tổ tiên của chín chi hoàng thất, gọi là ōke, dưới triều đại của Thiên hoàng Meiji. Sau Fushimi-no-miya đời thứ 25, "seshu shinnōke" đã không còn tồn tại.
Dòng shinnōke và ōke, cùng với kazoku (quý tộc Nhật Bản) và "Shizoku", đã bị hạn chế tại Nhật Bản (Nihon kokumin) trong thời kỳ Hoa Kỳ chiếm đóng Nhật Bản tháng 10/1947.